# 雅各·史多林斯
雅各·丹尼爾·史多林斯（英語：Jacob Daniel Stallings，1989年12月22日—），為美國職棒大聯盟的捕手，目前效力於巴爾的摩金鶯。他先前曾效力過海盜、馬林魚與洛磯等隊。

## 職業生涯

### 匹茲堡海盜
2012年美國職棒大聯盟選秀，海盜隊在第7輪選進史多林斯。

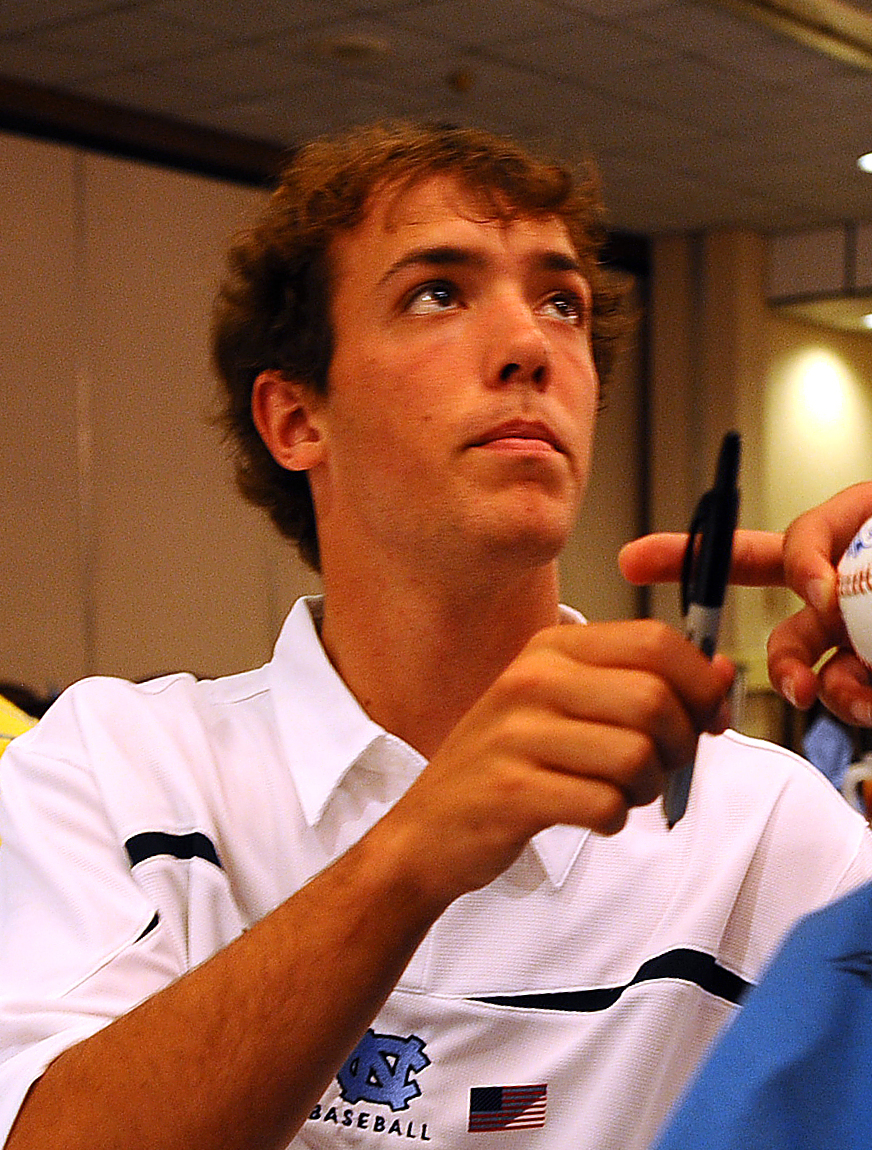
2009年的史托林斯

2016年6月19日，史多林斯登上大聯盟。他在21日擊出大聯盟首安，不過他在7月5日遭到指定讓渡，並下放到3A。9月13日，他再度回到大聯盟，並於10天後敲出致勝安打。
2017年，史多林斯多半待在3A，並繳出3成01的打擊率。整季他僅在大聯盟出賽5場比賽。2018年9月17日，他再次敲出致勝安打。
2020年，他的打擊率為2成48，並敲出3轟與18分打點。該年他的跑速是大聯盟選手中最慢的。2021年7月17日，他敲出再見滿貫砲，為PNC球場史上第三遭。該年他的打擊率為2成46，並敲出8轟與53分打點。

### 邁阿密馬林魚
2021年11月29日，海盜將史多林斯交易到馬林魚，換來Zach Thompson、Kyle Nicolas和Connor Scott。

### 科羅拉多落磯
2024年1月5日，他與科羅拉多洛磯隊簽下1年合約。其為洛磯隊出賽82場，打擊三圍是2成63、3成57、4成53，9支全壘打為生涯新高，有36分打點。11月4日，史多林斯投入自由球員市場，11月20日再與洛磯隊簽下1年250萬美元合約，附帶2026年的合意選擇權。

## 個人生活
他的父親凱文是一名籃球教練，目前在匹茲堡大學籃球隊任教。

## 外部連結
- 球員資訊和成績在MLB ，ESPN ，Retrosheet ，Baseball Reference ，Baseball Reference (Minors) ，Fangraphs ，The Baseball Cube （英文）